# Tankoualou
Tankoualou, également appelé Tankouarou ou Tankwarou, est une commune rurale située dans le département de Foutouri de la province de la Komondjari dans la région de l'Est au Burkina Faso.

## Géographie
Tankoualou se trouve à 2,5 km de la frontière nigérienne et est situé à environ 30 km au Nord-Ouest de Foutouri, le chef-lieu du département. 

## Santé et éducation
Tankoualou accueille un centre de santé et de promotion sociale (CSPS).